# Bornholmsk
Bornholmsk er en gruppe af danske dialekter, der tales på Bornholm. Sproghistorisk set hører bornholmsk til østdansk og er tættest beslægtet med det dansk, der taltes i Skåne til det i århundrederne efter Roskildefreden langsomt blev afløst af svensk.
Bornholmsk er blandt de dialekter, der er vanskeligst at forstå for danskere fra andre egne af landet, og nogle vil derfor beskrive bornholmsk som et selvstændigt sprog efter den opfattelse, at et sprog er summen af de dialekter, der er indbyrdes forståelige. Imidlertid er grænsen mellem dialekt og sprog i nogen grad subjektiv. Se definitionen under dialekt.

## Udbredelse og aktuel status
I de seneste 60 år har bornholmsk været på hastigt tilbagetog ikke mindst i den yngre generation, der for en stor del taler den københavnske variant af rigsdansk. 
KulturBornholm, hvis formål er at udbrede kulturen, har arbejdet imod denne udvikling. Organisationen har udgivet Arne Ipsens ungdomsbog Bâgarahorrinjs Âria med en cd med teksten er indtalt på bornholmsk af Niels Jørgen Riis og på dansk af John Hahn-Petersen. Organisationen har også arbejdet på at bevare bornholmsk i medierne. En af måderne har været at inspirere til TV 2/Bornholms udsendelse 'Sprogblomster'. KulturBornholms sprogpris uddeles hvert år.
KulturBornholm har også inspireret DR Bornholm til at arrangere en dag med udelukkende bornholmsk sprog.[kilde mangler]

## Bøjningslære

### Kønsbøjning
Bornholmsk har tre køn ligesom norsk, oldsvensk, tysk og islandsk modsat rigsdansk.
Det ubestemte kendeord for hankøn er inj (inj horra en dreng), for hunkøn en (en peia en tjenestepige) og for intetkøn eð (eð hu:z et hus). Bestemthedsendelsen efter navneord er i ental for hankøn -ijn (horrijn drengen), for hunkøn -an (peian pigen (voksen)) og for intetkøn -eð (hu:zeð huset). Neutrumsord har som regel samme form i flertal. Med foranstillet bestemt kendeord skal et substantiv også have bestemthedsendelse på, fx deð gamla hu:zeð 'det gamle huset'. Det kaldes dobbelt bestemthed og bruges obligatorisk på bornholmsk. Tillægsordene bøjes også  i de tre køn.
I flertal er den bestemte artikel for hankøn -ana (horrana drengene), for hunkøn -arna (peijarna pigerne) og -en for intetkøn (hûzen husene). 

## Lydlære
Bornholmsk har ikke gennemgået apokope i lige så høj grad som andre dialekter af dansk. Det har bevaret -a som infinitivendelse, fx i [ˈkɔm:a] i sammenligning med komme udtalt [ˈkɔmə] eller [ˈkɔm:] (sidstnævnte med schwa-tab). For konsonanterne gælder det at /k/ foran en fortungevokal bliver til [tj]
Især tonegangen gør bornholmsk genkendeligt.
Stød findes ikke på bornholmsk.

## Bornholmske ord
| Udvalgte ord: Bella: børn Fiska: fiske Førder: ikke-bornholmer af hankøn, (også betegnet overfrå) Gjår: hegn/stengærde (kan også betyde: gør) Jylkat: pindsvin Peia: voksen (tjeneste)pige Pibel: pige (pigebarn) Pibla: piger Prøva: prøve Pæng-a: penge Sjilt: skilt Tjovl: kjole Tjør: kør (imperativ, at køre) Tjøvnhavn: København Tov: tog (f.eks. tog en ting) Tåg: et tog (med tryk på g'et) Vaejta: vinke | Grundtallene: 1 ejn 2 tô 3 træ 4 fira 5 fæm 6 sâjs (sæks) 7 sjuv 8 åta 9 nie 10 thi 11 æleva 12 tål 13 trætan 14 fjaurtan 15 fæmtan 16 sajstan 17 søtan 18 atan 19 netan 20 tjyve 30 træðua 40 fåre 50 haltrøs 60 trøs 70 halfjærs 80 fers 90 halfæms 100 honreðe 1000 tuzen | Ordenstallene: 1. fårsta/fåsta 2. an(d)ra 3. treðe (, treðje) 4. fjære 5. fæmte 6. sjæte 7. sjuene 8. åtene 9. niene 10. tiene 11. ælvute 12. tålte 13. trætene 14. fjaurtene 15. fæmtene 16. sajstene 17. søtene 18. atene 19. nøtene 20. tjyvene 30. træðevte |

## Sprogprøver
God awtan liden Elna, gods fredd, -- God aften, lille Elna, guds fred 

God awtan, min deilia rosa! -- God aften, min dejlige rose! 

Ad gubbajn hajn vill freia, jâ vedd; -- At gubben vil fri, ved jeg

Men toustuijn, vastu jo tosa. -- Men tog du ham, var du jo en tosse

Te öfröl ded lakkar vell snarara, du, -- Til gravøl lakker det nok snarere, du

En konna, – ded bler nokk for sijlla; -- En kone – det bliver nok for silde

Men jâ går å stjärnar på piblana nu, -- Men jeg går og kigger på pigerne nu,

Forr jâ e nå nu så vijlla. -- For nu er jeg næsten i stand dertil (til at gifte mig)

Hvad, liden Elna, -- Hvad, lille Elna,

Hvad, min deilia rosa? -- Hvad, min dejlige rose? 
Eksemplerne er fra Espersens bornholmske ordbog og indsamlet i 1840'erne.

## Underdialekter
Der er forskellige dialekter af bornholmsk. Der er tydelig forskel på udtalen af ordene ædja eller ævja (tang) i hhv. Gudhjem og Pedersker.
Pibel (pige) eller Peia (tjenestepige). I Rønne tales Rønne-fint, der er umiskendeligt bornholmsk, men mangler mange bøjningsformer og tales hurtigt og uartikuleret og nærmer sig rigsdansk. 